# 沃茨伯勒 (紐約州)
沃茨伯勒（英語：Wurtsboro）是位於美國紐約州沙利文縣的村。

## 人口
根據2020年美國人口普查的數據，沃茨伯勒的面積為3.24平方千米，皆為陸地。當地共有人口1124人，而人口密度為每平方千米347人。